# Antoine-Jean Gros
Antoine Jean Gros (født 1771 i Paris, død 25. juni 1835 i Sèvres) var en fransk maler.
Gros var elev af Jacques-Louis David; revolutionens rædsler drev ham (1793) til Italien, hvor han under store afsavn hutlede sig igennem, blandt andet ved at male miniaturer; bekendtskabet med Josefine, Bonapartes hustru, i Genova 1796 bragte ham snart i berøring med Bonaparte, hvem han forherligede i Sejren ved Arcole, der skabte ham heltens gunst og en stor kunstnerisk sejr. Hans kunst var fra nu af knyttet nøje til den senere kejsers bedrifter, og som ingen anden forstod han, i skildringen af disse, at tolke den patriotiske følelse i dens høje flugt. 1801 var han atter i Paris. Medens han på halvvejen måtte opgive det kolossale billede Slaget ved Nazareth (skitsen i museum i Nantes), som han efter en sejrrig konkurrence havde fået bestilling på, men hvis forherligelse af Junot var Napoleon en torn i øjet, fik han erstatning i bestillingen på Napoleon hos de pestsyge i Jaffa 1799 (Louvre 1804).
Her udnyttede han ret for første gang i fransk kunst Orienten i dens maleriske fremmedartede karakter og åbnede således for en rig kilde. Slaget ved Abukir (1806, museet i Versailles) og det i malerisk henseende betydelige Napoleon på slagmarken ved Eylau (Louvre 1808) vakte ligeledes stort bifald. Hermed var Gros’s kulmination nået. Hans kunst, der i så høj gradbyggede på Davids grundsætninger, var ved hans sjældne skaberkraft, hans virkelighedssans, der formåede at gribe det momentane, fastholde det karakteristiske og end ikke veg tilbage for det hæslig frastødende (de pestsyge), brudt ud af de gamle rammer. Den stod med de brede penselstrøg og den friske klare farve (i Italien havde han med iver studeret Peter Paul Rubens og Antoon van Dyck) betydelig over den davidske skoles øvrige ydelser i malerisk henseende.
I de følgende værker svækkedes originaliteten, og det teatralske tog overhånd: Madrids Indtagelse, Napoleon foran Pyramiderne (1810, begge i museum i Versailles), Napoleons Sammenkomst med den østrigske kejser efter Austerlitz-Slaget (l8l2). Hans Frants I og Karl V ved St Denis’ Grave (Louvre 1812) var dog, især fra farvens side, et fremragende arbejde. Med restaurationsperioden, under hvilken han også var højt anset ved hoffet, han adledes, tog hans kunst yderligere af i værdi; emner som Ludvig XVIII bryder op fra Tuilerierne (1817) og lignende var ikke egnede til at inspirere hans kunst; for Pantheons kuppel malede han med dygtighed Genovevas apoteose (1824), men han formåede dog ikke her ret at smelte allegorien og nutidsbilledet sammen, og endnu mindre forstod han at indblæse frisk liv i lofts-allegorierne i Louvre, Frankrigs Genius med videre (1827—31).
Davids atelier, som han havde overtaget efter dennes afrejse, ledede han ganske efter sin lærers doktriner, og sine ca. 400 elever indprentede han nu det antikke mytologisk og historisk billede som den ene gyldige rettesnor, helt imod tidligere egen praksis; det ny, han selv havde været med til at fremkalde gennem sine værkers indflydelse på romantikken, Théodore Géricault, søgte han nu, men forgæves, at besværge ved egne arbejder som Herakles og Dejaneira (museum i Toulouse), Acis og Gaiathea, Bacchus og Ariadne etc., men de bar alt senilitetens præg og mødtes med spot og hånlatter af den ny skoles mænd. Den hårde medfart, der blev hans stærkt akademiske arbejde Herakles og Diomedes til del på udstillingen 1835, knækkede helt hans modstandskraft, og forgræmmet berøvede han sig livet i Seinen.

## Kunstgalleri
- Bacchus and Ariadne
- Bonaparte på broen ved byen Arcole (1801)
- Bonaparte besøger pestofrene i Jaffa
- Napoleon ved Eylau
- Hovedet af Karl den Store
- General Bonaparte Gennemgår Tropper